# Игнатий Ефрем II
Игнатий Ефрем II или Игнатий Ефрем II Рахмани (9.10.1848 г. Мосул, Ирак — 7.05.1929 г., Бейрут, Ливан) — епископ Бейрута с 20 сентября 1890 года по 1 мая 1894 год, архиепископ Алеппо с 1 мая 1894 года по 9 октября 1898 года, патриарх Сирийской католической церкви с 9 октября 1898 года по 7 мая 1929 года.

## Биография
Игнатий Дионисий Ефрем Рахмани родился 9 октября 1848 года в Мосуле, Ирак. После обучения в колледже Конгрегации пропаганды веры в Риме был рукоположён 12 апреля 1873 года в священника.
2 октября 1887 года Римский папа Пий IX назначил Игнатия Рахмани вспомогательным епископом архиепархии Мосула и титулярным епископом Эдессы Осроенской и в этот же день он был рукоположён в епископа патриархом Игнатием Георгием V.
20 сентября 1890 года Игнатий Рахмани был назначен епископом Бейрута. 1 мая 1894 года его назначили архиепископом Алеппо.
9 октября 1898 года Святейший Синод Сирийской католической церкви назначил Игнатия Рахмани одиннадцатым патриархом Сирийской католической церкви. 28 ноября 1899 года Римский папа Лев XIII утвердил решение Святейшего Синода Сирийской католической церкви.
В годы правления Игнатия Ефрема II произошёл геноцид армян, во время которого пострадали не только армяне, но и верующие Сирийской католической церкви, проживавшие в Османской империи. В это время Игнатий Ефрем II упразднил епархии в Мардине, Амиде и Газирехе, численность верующих которых значительно сократилась. Игнатий Ефрем II также перенёс кафедру патриархата из Мардина в Бейрут.
Умер 7 мая 1929 года.

## Источник
- Siméon Vailhé, Antioche. Patriarcat syrien-catholique, in Dictionnaire de Théologie Catholique, Tomo I, Paris 1903, col. 1432
- Konrad Eubel, Hierarchia Catholica Medii et Recentioris Aevi, vol. VIII, стр. 109